# Pasirjambu (Pasirjambu)
Pasirjambu is een bestuurslaag in het regentschap Bandung van de provincie West-Java, Indonesië. Pasirjambu telt 7568 inwoners (volkstelling 2010).